# Bernard VI van Armagnac
Bernard VI van Armagnac (circa 1270 - 1319) was van 1285 tot aan zijn dood graaf van Armagnac en Fézensac en van 1304 tot 1313 graaf iure uxoris van Rodez. Hij behoorde tot het huis Lomagne.

## Levensloop
Bernard VI was de zoon van graaf Gerold VI van Armagnac en diens echtgenote Martha, dochter van burggraaf Gaston VII van Béarn. In 1285 volgde hij zijn vader op als graaf van Armagnac en Fézensac. Zijn eerste echtgenote was Isabella (1275-1294), dochter van heer Bernard Ezi III van Albret. Door het huwelijk kon Bernard VI van 1280 tot 1294 de titel van heer van Albret dragen. Op 10 mei 1298 huwde hij met zijn tweede echtgenote Cecilia (1278-1313), dochter en erfgename van graaf Bernard II van Rodez. Na de dood van zijn schoonvader in 1304 erfden Bernard VI en zijn echtgenote het graafschap Rodez.
Bernard VI diende loyaal de koningen van Frankrijk tijdens hun oorlogen. Zo vocht hij in 1302 onder het commando van Karel van Valois in Italië en nam hij in 1303, 1304, 1313 en 1315 deel aan de militaire campagnes die koningen Filips IV en Lodewijk X van Frankrijk voerden in het graafschap Vlaanderen. Bij deze campagnes stond hij aan het hoofd van grote detachementen van het koninklijk leger. In 1304 had hij een belangrijke bijdrage in de Franse overwinning bij de Slag bij Pevelenberg. Zijn militaire actie was echter duur voor Bernard, waardoor hij verarmde en gedwongen was om 2.500 gouden florijnen te lenen voor de begrafenis van zijn tweede echtgenote.
In 1290 stierf burggraaf Gaston VII van Béarn zonder mannelijke nakomelingen. Hij wees in zijn testament zijn schoonzoon graaf Rogier Bernard III van Foix aan als erfgenaam, maar Bernard betwistte dit. Het kwam bijgevolg tot een oorlog tussen de graafschappen Foix en Armagnac, die tot ver in de veertiende eeuw zou aanslepen.
Bernard VI stierf in 1319.

## Nakomelingen
Het huwelijk tussen Bernard VI en zijn eerste echtgenote Isabella bleef kinderloos. Uit zijn tweede huwelijk met Cecilia van Rodez werden volgende kinderen geboren:
- Jan I (1306-1373), graaf van Armagnac, Fézensac en Rodez
- Martha (overleden in 1364), huwde in 1321 met heer Bernard Ezi IV van Albret
- Isabella, vrouwe van Beras

Daarnaast had Bernard ook een buitenechtelijke zoon:
- Jan, bijgenaamd de Oorlogsvoerder, die deelnam aan verschillende oorlogen in de Gascogne. Hij werd gevangengenomen door troepen van de Franse koning en terug vrijgelaten nadat hij beloofde trouw en loyaal te blijven aan de koning. Hij verliet vervolgens het leger, begon een kerkelijke loopbaan, werd patriarch van Alexandrië en in 1376 diocesaan administrator van het bisdom Rodez.